# Zivilschutz (Italien)

Internationales Zivilschutzzeichen

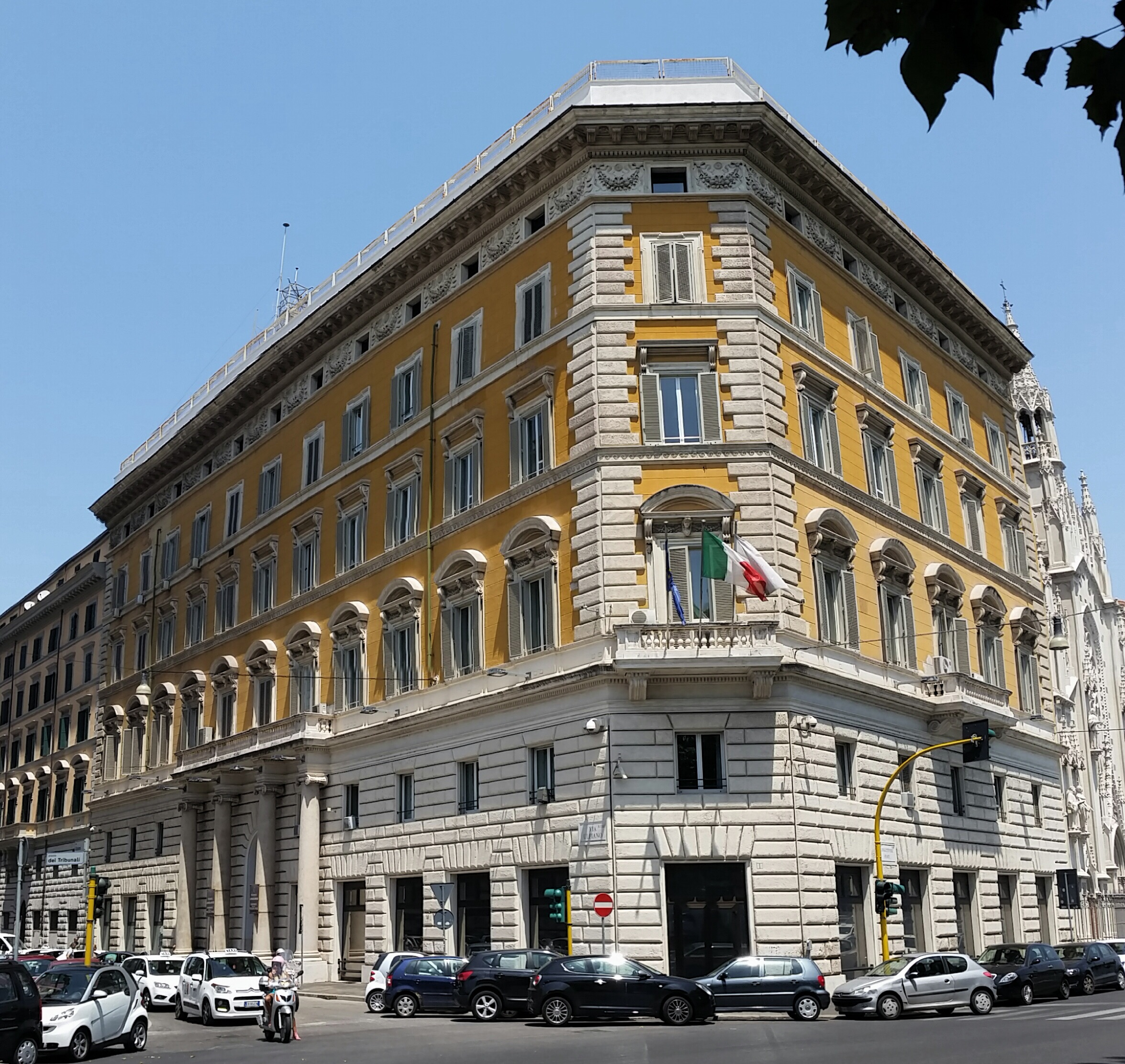
Hauptsitz des Dipartimento della Protezione Civile in der Via Ulpiano 11 in Rom (neben dem Justizpalast)

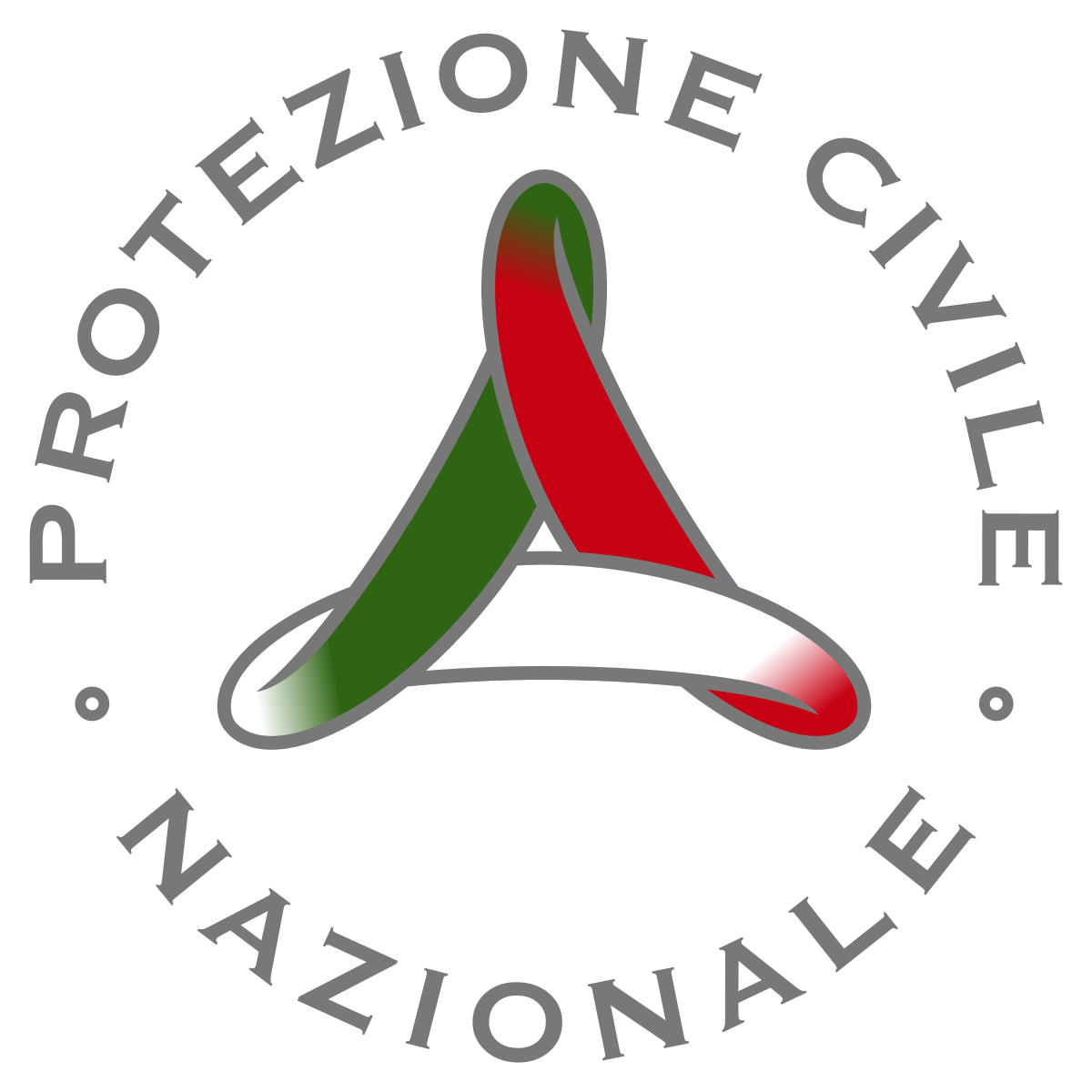
Logo des nationalen Zivilschutzamtes

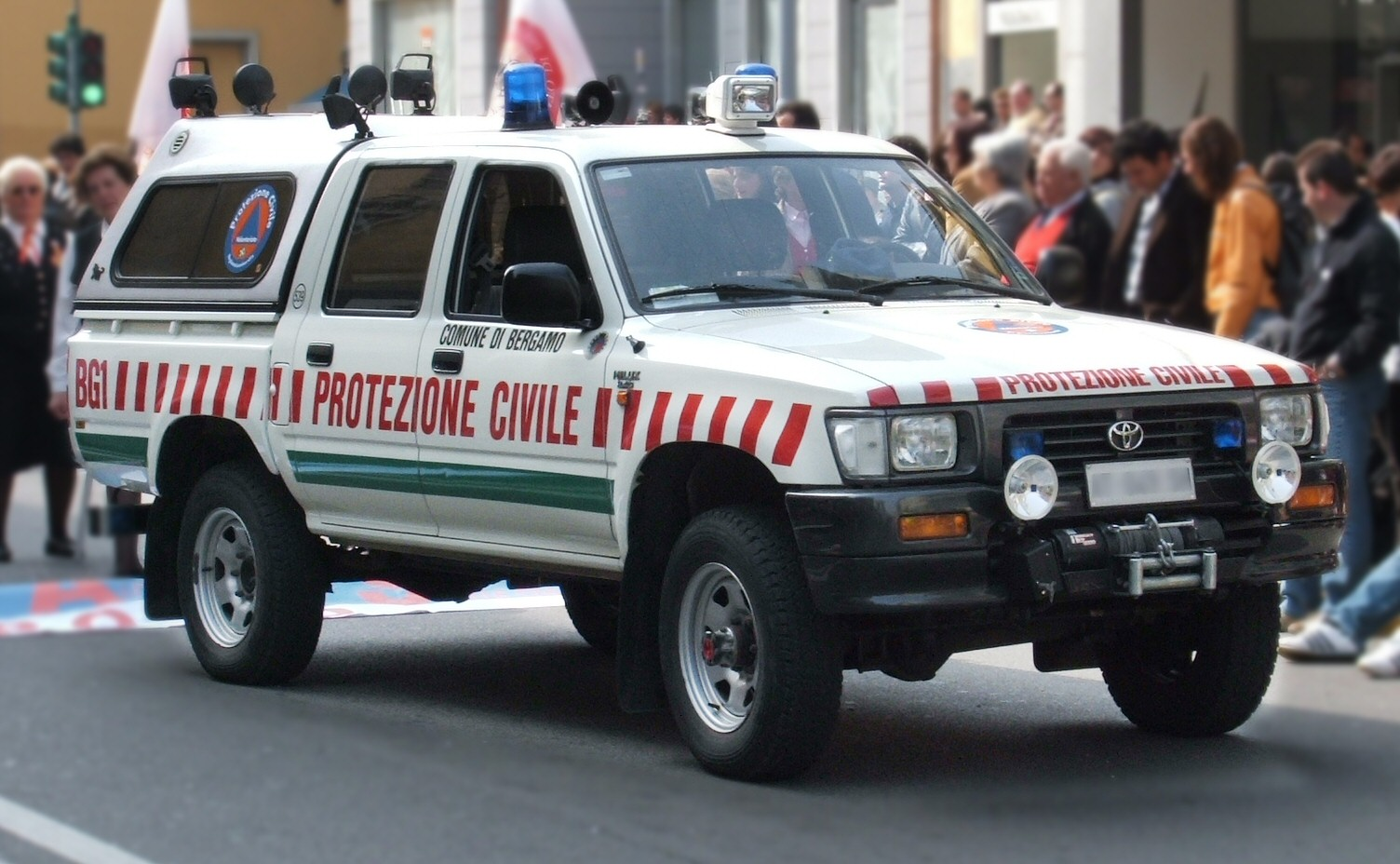
Fahrzeug der Zivilschutzabteilung der Stadt Bergamo

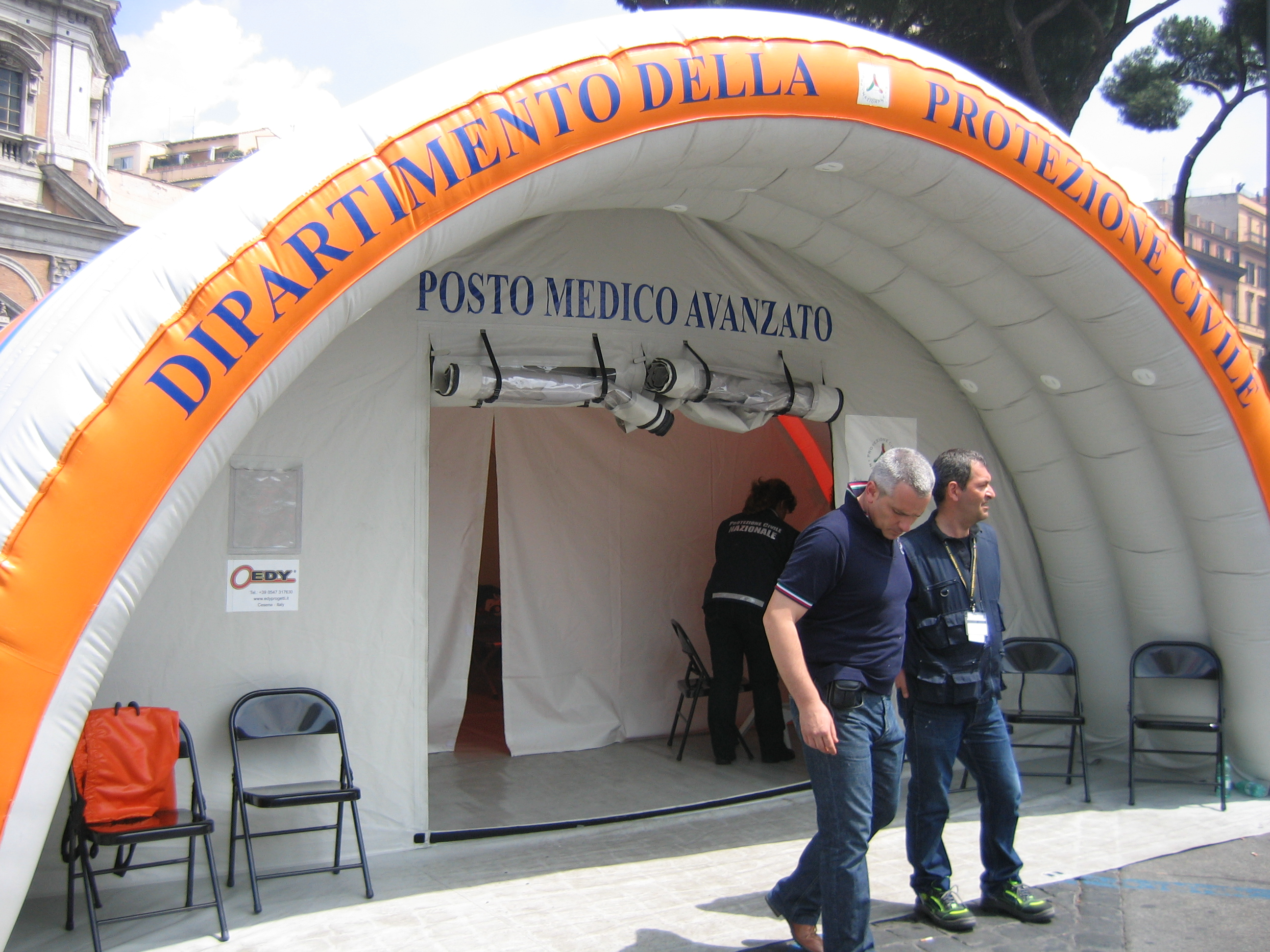
Sanitätszelt des Zivilschutzes

Als Zivilschutz (ital. Protezione Civile) wird in Italien der Katastrophenschutz bezeichnet. Beim italienischen Zivilschutz handelt es sich in erster Linie um ein Netzwerk, das staatliche Behörden und Organisationen, Gebietskörperschaften und deren Einrichtungen, sowie Nichtregierungsorganisationen umfasst.

## Organisation
Der Zivilschutz funktioniert in Italien nach dem Prinzip der Subsidiarität. Verantwortlich für Gefahren- und Risikoanalyse, Vorbeugung, Schutz, Rettung, Versorgung, Schadensbekämpfung und Schadensbeseitigung sind zunächst die Bürgermeister der Gemeinden, dann die Präsidenten der Provinzen und Regionen und letztinstanzlich der italienische Ministerpräsident. Übersteigt ein Ereignis oder eine Notlage die Kapazitäten einer unteren Ebene, springt eine größere Gebietskörperschaft ein. Auf allen Ebenen sind die jeweiligen Leiter der Exekutive direkt verantwortlich, und nicht einzelne Minister oder Beigeordnete, da im Notfall alle verfügbaren Mittel koordiniert zum Einsatz gebracht werden sollen. Die jeweiligen Leiter der Exekutive können ihre Befugnisse und Aufgaben an Ämter oder Abteilungen delegieren, nicht jedoch ihre Verantwortung. Der Zivilschutz ist vor allem für den Einsatz der Ressourcen anderer Organisationen zuständig, jedoch haben fast alle Gebietskörperschaften auch eigene Zivilschutzmittel, darunter schnell mobilisierbare technische Einheiten und Einsatzgruppen zur Rettung, Behandlung und Verpflegung von Katastrophenopfern.
Auf nationaler Ebene besteht beim Amt des Ministerpräsidenten die Abteilung Dipartimento della Protezione Civile. Im Auftrag des Ministerpräsidenten erstellt sie den nationalen Zivilschutzplan und gibt die allgemeinen Richtlinien für die nachgeordneten Gebietskörperschaften vor. Darüber hinaus befindet sich hier das nationale Einsatzzentrum des Zivilschutzes mit einem mobilen Modul.
Die Regionen sind für die regionale Prävention und die Richtlinien für die nachgeordneten Provinzen zuständig. Darüber hinaus steuern sie die Mitarbeit der freiwilligen Zivilschutzhelfer. Auf dieser Ebene gibt es jeweils das Centro Operativo Regionale, das dem Präsidenten der Region als Einsatzzentrum dient.
Die Provinzen erstellen ihre Notfallpläne auf der Grundlage der regionalen Vorgaben. Auf der Ebene der Provinzen spielt der staatliche Präfekt eine entscheidende Rolle, da er bei Bedarf das Kommando über sämtliche staatliche Niederlassungen und Organisationen in der Provinz übernehmen kann. Die Einsatzzentren auf der Ebene der Provinzen (Centro Coordinamento dei Soccorsi) unterstehen den Präfekten. Davon abgesehen können in einem Katastrophengebiet noch nachgeordnete „gemischte Einsatzleitungen“ (Centro Operativo Misto) eingerichtet werden. Die Präfekten stellen sicher, dass sich die nationalen Organisationen in die Planungen und Maßnahmen der Gebietskörperschaften einfügen. Hiervon abweichende Regelungen gibt es in autonomen Regionen und Provinzen.
Die Bürgermeister in den Gemeinden erstellen ihre kommunalen Präventions- und Einsatzpläne auf der Grundlage der Vorgaben von Regionen und Provinzen und führen die Gemeindeleitstellen (Centro Operativo Comunale). Sie planen kommunale Ressourcen und örtliche Freiwilligenorganisationen ein und nutzen diese im Notfall als Erste Hilfe. Sie informieren den zuständigen Präfekt und den jeweiligen Präsidenten der Region über ihre Lage.
Folgende Organisationen sind in den italienischen Zivilschutz eingebunden:
- Feuerwehr
- Forstwachen der autonomen Regionen
- Nationale Berg- und Höhlenrettung
- Italienisches Rotes Kreuz und weitere regionale und lokale Rettungsdienste
- Italienische Streitkräfte
- Italienische Polizeien
- Nationaler Forschungsrat, weitere Forschungsinstitute und Universitäten
- Nationales Institut für Geophysik und Vulkanologie
- Nationaler Gesundheitsdienst (Servizio Sanitario Nazionale)
- Nichtregierungsorganisationen mit insgesamt über einer Million freiwilliger Zivilschutzhelfer
- Enel und Terna (Energieversorgung)
- TIM (Telefonnetz)

## Geschichte
Der Katastrophenschutz erhielt in Italien im Jahr 1925 erstmals eine rechtliche Grundlage. Verantwortlich waren seinerzeit das Ministerium für öffentliche Arbeiten und die öffentlichen Gesundheitseinrichtungen. Auch die Reform von 1970 änderte de facto an dem eher improvisierten Katastrophenschutz wenig, wie die Erdbeben von Friaul 1976 und Irpinien 1980 zeigten. Mit dem Aufbau des heutigen Zivilschutzes wurde im Jahr 1982 begonnen, zunächst mit einem eigenen Ministerium, dann im Innenministerium. Dort entstand neben der Abteilung für Feuerwehrwesen und Zivilverteidigung das Dipartimento della Protezione Civile. Diese Abteilung kam nach Verabschiedung des Zivilschutzgesetzes von 1992 zum Amt des Ministerpräsidenten. Seit dieser Zeit hat sich der italienische Zivilschutz zu einer modernen und wirksamen Katastrophenschutzorganisation entwickelt. Wesentlichen Anteil daran haben die zahllosen freiwilligen Helfer der Nichtregierungsorganisationen, die vom Staat systematisch in den Zivilschutz eingebunden worden sind.
Im Jahr 2013 gab die nationale Zivilschutzabteilung ihre Löschflugzeuge vom Typ Canadair CL-415 an die italienische Feuerwehr ab.